# 매끈부리애니

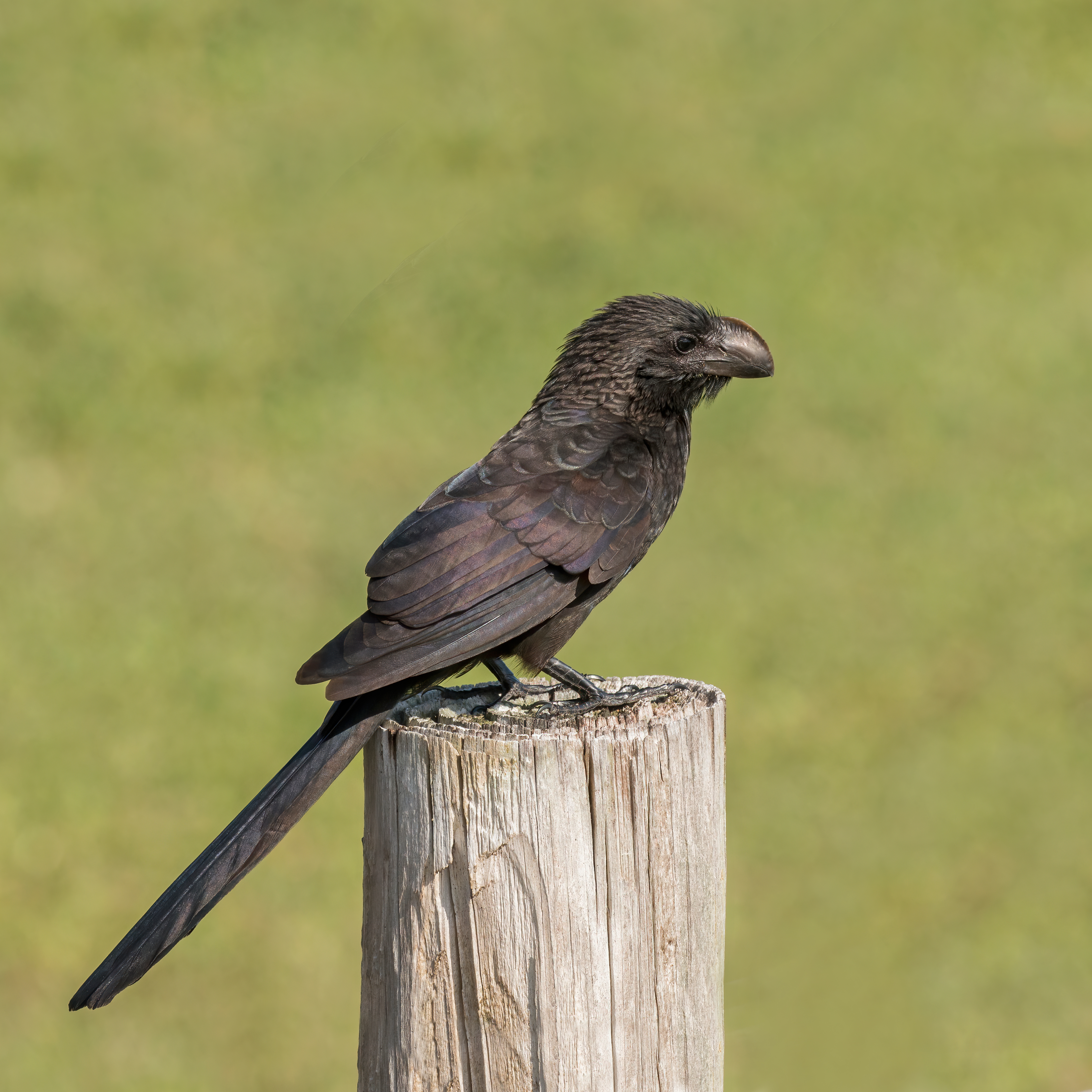
그랜드케이먼에서의 모습

매끈부리애니(Crotophaga ani)는 뻐꾸기과에 속하는 새이다. 플로리다주 남부, 카리브해, 중앙아메리카 일부, 에콰도르 남부, 브라질, 아르헨티나 북부 및 칠레 남부에 서식하는 번식종이다. 1960년대 갈라파고스에 도입되었으며 잠재적으로 군도 전역의 토종 및 고유종에 영향을 미치고 있다.